# Sector 3 (Bucarest)

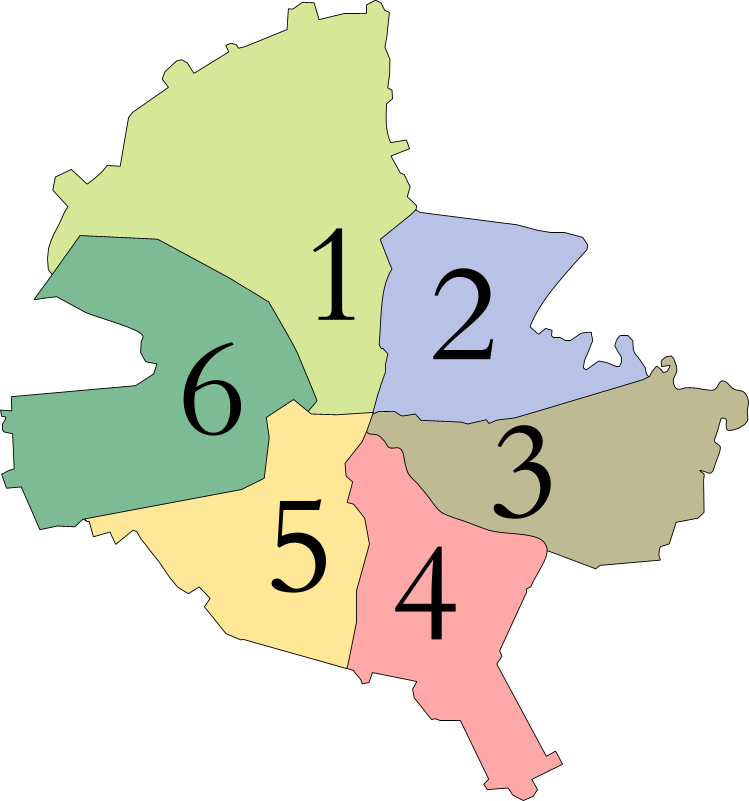
Els sis sectors de Bucarest

El sector 3 (Sectorul 3 en romanès) és una unitat administrativa de Bucarest. És el sector més poblat, el més dens i també la tercera divisió més gran de la ciutat. En realitat, amb una població total de més de 460 mil habitants, és la segona àrea administrativa més poblada de Romania, només després de la capital.
També és el més important dels sis sectors de Bucarest, ja que inclou el centre de Bucarest, el quilòmetre zero i altres punts de referència significatius. Limita amb el sector 2 al nord, el comtat d'Ilfov a l'est, el sector 4 al sud, el sector 5 al sud-oest i el sector 1 al nord-oest.
El districte més gran i poblat del sector 3 és Tità. Lipscani, conegut col·loquialment com a oldtown, és el centre de la vida nocturna de Bucarest, i també l'atracció més gran per a turistes estrangers. També és destacable que el Centre comercial de Bucarest es troba dins del districte Vitan del sector 3. Dos dels districtes del sector han estat descrits pels ciutadans de Bucarest com els més agradables.

## Barris
- Al centre de la ciutat
- Ciutat antiga
- Dristor
- Dudeşti
- Văcărești
- Tità
- Vitan

## Transport
El sector 3, sent la divisió més gran de Bucarest, és atès per la major part de la seva empresa de transport públic. El sector està atès per més de 50 línies d'autobús i 14 línies de troleibús.
Les rutes de troleibús 70 i 92, així com les rutes de tramvia 40 i 56, són les úniques rutes que operen exclusivament dins del sector.
El sector també està comunicat amb el metro de Bucarest. Un total de 13 estacions es troben dins dels seus districtes. L'estació més antiga i concorreguda del sistema és Union Square, mentre que la més nova és Policolor. Altres grans centres subterranis situats al sector 3 inclouen Dristor, Titan i University.
L'autopista Sun que uneix la ciutat amb Constança també parteix d'aquest sector. També hi ha una estació de trens CFR situada al sector, l'estació de rodalies Titan Sud.

## Educació
El sector acull més de cinquanta escoles bressol, escoles i instituts públics, així com la Universitat Privada Hyperion. Les escoles secundàries més prestigioses del sector són el Matei Basarab National College, situat al centre de Bucarest i el liceu teòric Alexandru Ioan Cuza, situat a Titan.

## Política
Robert Negoiță, antic membre del Partit Socialdemòcrata (PSD) fins al 2020, és alcalde del sector des del 2012. Actualment compleix el seu tercer mandat, havent estat reelegit el 2016 i el 2020. El Consell Local del Sector 3 té 31 escons.

## Demografia
Amb una població de 393.226 persones segons una estimació de juliol de 2005, el sector 3 és el sector més poblat de Bucarest. Segons el cens del 2002, el 97,29% de la població del sector és de romanès ètnic, mentre que l'1,31% és romaní, el 0,29% és hongarès i el 0,15% és turc. Pel que fa al gènere, el 53,6% de la població és femenina, mentre que el 46,4% és masculí.